# Westwood Village Memorial Park Cemetery

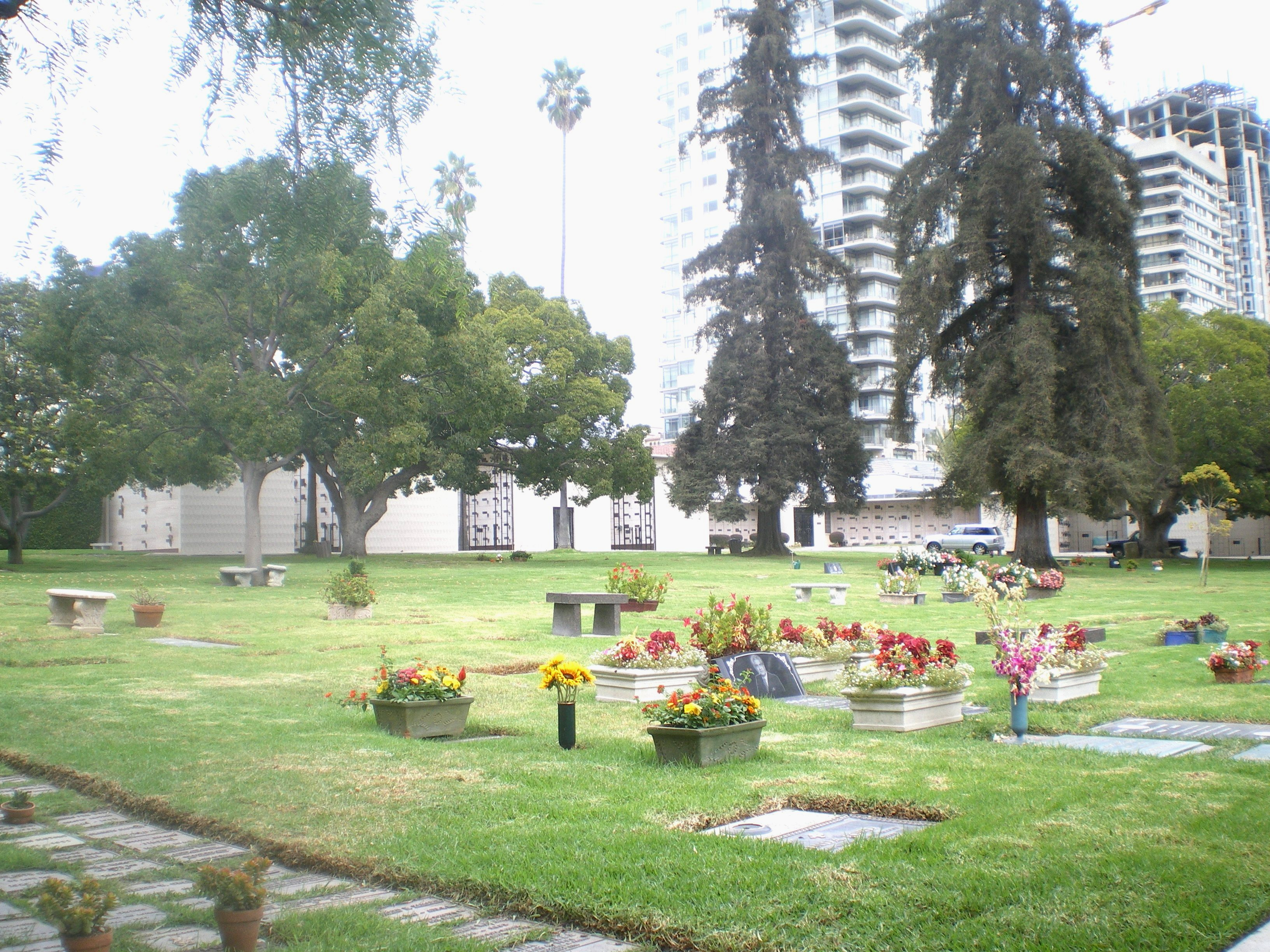
Westwood Village Memorial Park Cemetery

Der Pierce Brothers Westwood Village Memorial Park Cemetery ist ein Friedhof an der 1218 Glendon Avenue im Westwood Village Distrikt von Los Angeles in Kalifornien. Er ist bekannt als die letzte Ruhestätte etlicher großer Namen der Unterhaltungsindustrie. Der Friedhof ist im Eigentum des privaten Bestattungsunternehmens Service Corporation International.

## A
- Milton Ager (1893–1979), Komponist
- Charles Aidman (1925–1993), Schauspieler
- Eddie Albert (1906–2005), Schauspieler
- Margo Albert (1917–1985), Schauspielerin, Ehefrau von Eddie Albert
- Shana Alexander (1925–2005), Journalistin
- Claud Allister (1888–1970), Schauspieler
- Gitta Alpár (1903–1991), Schauspielerin, Opernsängerin
- Patty Andrews (1918–2013), Sängerin, Mitglied der Andrews Sisters
- Tige Andrews (1920–2007), Schauspieler
- Ken Annakin (1914–2009), Regisseur
- Eve Arden (1908–1990), Schauspielerin
- Jack Arnold (1916–1992), Regisseur
- Robert Armstrong (1890–1973), Schauspieler
- James Aubrey (1918–1994), Produzent
- Hy Averback (1920–1997), Regisseur
- Lew Ayres (1908–1996), Schauspieler

## B
- Henny Backus (1911–2004), Autorin, Ehefrau von Jim Backus
- Jim Backus (1913–1989), Schauspieler
- Arthur Ball (1894–1951), Kameramann
- Edgar Barrier (1907–1964), Schauspieler
- Eileen Barton (1924–2006), Sängerin
- Richard Basehart (1914–1984), Schauspieler
- Roberta Beatty (1890–1978), Schauspielerin
- William Joseph Bell (1927–2005), Produzent
- Whit Bissell (1909–1996), Schauspieler
- Hilary Blake (1950–2007), Musikerin
- Robert Bloch (1917–1994), Drehbuchautor
- Lloyd Bochner (1924–2005), Schauspieler
- George Boemler (1902–1968), Filmeditor
- Benedict Bogeaus (1904–1968), Produzent
- John Boles (1895–1969), Schauspieler
- Raleigh Bond (1935–1989), Schauspieler
- Philip Hilare Bourneuf (1908–1979), Schauspieler
- Dorris Bowdon (1914–2005), Schauspielerin
- Rosemarie Bowe (1932–2019), Schauspielerin und Model, Ehefrau von Robert Stack
- Ray Bradbury (1920–2012), US-amerikanischer Schriftsteller und Drehbuchautor
- Bobbi Brat (1962–1988), Sänger der Gothic Rock Band  Red Scare
- Fanny Brice (1891–1951), Schauspielerin, Comedian
- William Brice (1921–2008), Künstler, Sohn von Fanny Brice
- Les Brown (1912–2001), Bandleader
- Vanessa Brown (1928–1999), Schauspielerin
- Clarence Bull (1896–1979), Fotograf

## C
- Sebastian Cabot (1918–1977), Schauspieler
- Sammy Cahn (1913–1993), Komponist
- Truman Capote (1924–1984), Schauspieler, Autor
- Harry Carey junior (1921–2012), Schauspieler
- Mary Carlisle (1914–2018), Schauspielerin, Sängerin
- Ken Carpenter (1900–1984), Radiomoderator, Schauspieler und Synchronsprecher
- Edward Carrere (1906–1984), Regisseur
- John Jay Carsey (1921–2002), Produzent
- John Cassavetes (1929–1989), Schauspieler, Regisseur, Produzent
- Kevin Casselman (1925–1993), Produzent
- Mario Castelnuovo-Tedesco (1895–1968), Komponist
- James Coburn (1928–2002), Schauspieler, Regisseur
- Paula Coburn (1955–2004), Schauspielerin, Ehefrau von James Coburn
- Ray Conniff (1916–2002), Musiker
- Richard Conte (1910–1975), Schauspieler
- Lawrence Cook (1930–2003), Schauspieler
- Ian Copeland (1949–2006), Musikpromoter
- Alexander Courage (1919–2008), Komponist der Star Trek Musik
- Bob Crane (1928–1978), Schauspieler
- Norma Crane (1928–1973), Schauspielerin
- Dick Crawford (1915–1990), Schauspieler

## D

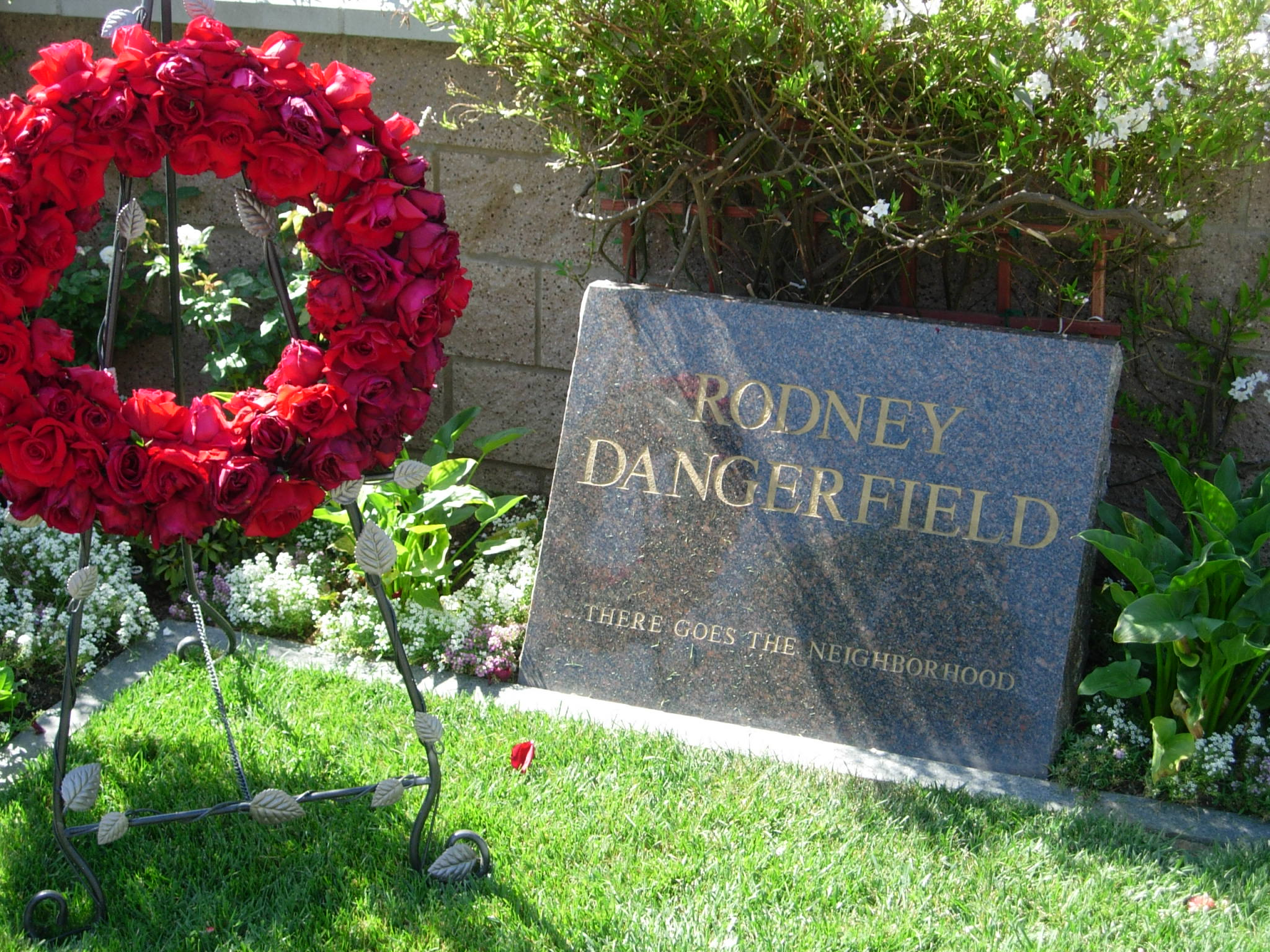
Grab von Rodney Dangerfield

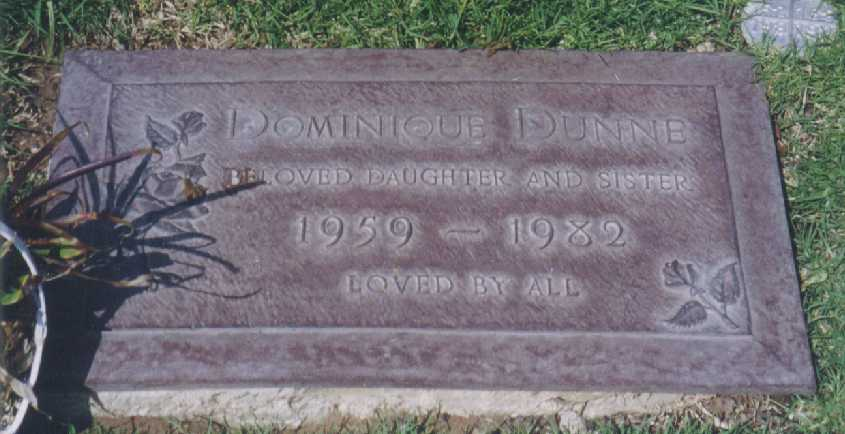
Grab von Dominique Dunne

- Rodney Dangerfield (1921–2004), Comedian, Schauspieler
- Helmut Dantine (1918–1982), Schauspieler
- Danny Dark (1939–2004), Synchronsprecher
- Steve Darrell (1904–1970), Schauspieler
- Marvin Davis (1925–2004), Öl-Tycoon und Geschäftsmann
- Richard Dawson (1932–2012), Schauspieler und Moderator
- Don DeFore (1913–1993), Schauspieler
- Rubye De Remer (1892–1984), Stummfilm-Schauspielerin
- Richard H. Dodge (1926–2003), Autor
- Lyn Donelson (1891–1966), Schauspielerin
- Philip Dorn (1901–1975), Schauspieler
- Eric Douglas (1958–2004), Schauspieler, Sohn von Kirk Douglas
- Kirk Douglas (1916–2020), Schauspieler
- Josephine Dunn (1906–1983), Schauspielerin
- Dominique Dunne (1959–1982), Schauspielerin
- Ariel Durant (1898–1981), Historikerin
- Will Durant (1885–1981), Historiker

## E
- Nora Eddington (1924–2001), Schauspielerin, Autorin, zweite Ehefrau von Errol Flynn
- Roger Edens (1905–1970), Komponist, Filmkomponist und Filmproduzent
- Jack Elliott (1927–2001), Songschreiber
- Harry Essex (1910–1997), Regisseur
- Ray Evans (1915–2007), Komponist

## F

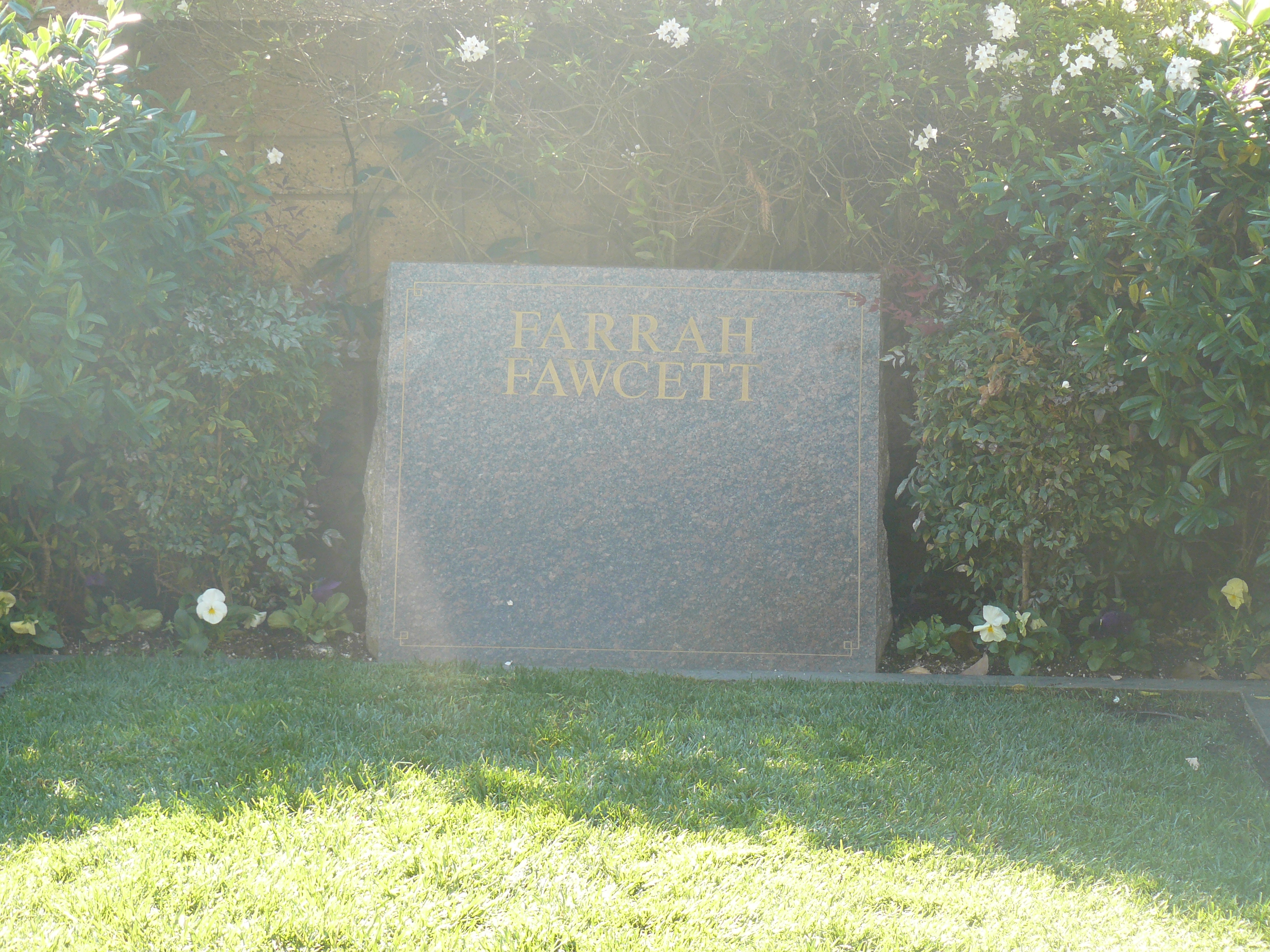
Grab von Farrah Fawcett

- Peter Falk (1927–2011), Schauspieler
- Farrah Fawcett (1947–2009), Schauspielerin
- Freddie Fields (1923–2007), Hollywoodagent und Filmproduzent
- Jay C. Flippen (1899–1971), Schauspieler
- Dianne Foster (1928–2019), Schauspielerin
- Michael Fox (1921–1996), Schauspieler
- Coleman Francis (1919–1973), Regisseur

## G
- Eva Gabor (1919–1995), Schauspielerin
- June Gale Levant (1911–1996), Schauspielerin, Ehefrau von Oscar Levant
- Michael V. Gazzo (1923–1995), Schauspieler
- Christopher George (1931–1983), Schauspieler
- Leonard Gershe (1922–2002), Komponist
- Master Henry Gibson (1942–2002), Musiker
- Paul Gleason (1939–2006), Schauspieler
- Thomas Gomez (1905–1971), Schauspieler
- Robert Gottschalk (1918–1982), Kameratechniker
- Howard Greer (1886–1974), Modedesigner
- Jane Greer (1924–2001), Schauspielerin
- Merv Griffin (1925–2007), Moderator

## H
- Loretta King Hadler (1917–2007), Schauspielerin
- Hayedeh (1942–1990), Sängerin
- Carrie Hamilton (1963–2002), Schauspielerin, Sängerin, Tochter von Carol Burnett
- Armand Hammer (1898–1990), Industrieller und Kunstsammler
- Han Bong-soo (1933–2007), Martial Artist
- Betty Hanna (1903–1976), Schauspielerin
- Jonathan Harris (1914–2002), Schauspieler
- Harold Hecht (1907–1985), Produzent
- Hugh Hefner (1926–2017), Verleger, Gründer und Chefredakteur des Magazins Playboy
- Percy Helton (1894–1971), Schauspieler
- Heinz Herald (1890–1964), deutscher Theaterleiter, Regisseur und Drehbuchautor
- Jonathon Hole (1904–1998), Schauspieler
- James Wong Howe (1899–1976), Kameramann
- Mark Hughes (1956–2000), Geschäftsmann, Unternehmer und Gründer von Herbalife
- Ross Hunter (1920–1996), Produzent, Regisseur
- Jim Hutton (1934–1979), Schauspieler

## I
- Steve Ihnat (1934–1972), Schauspieler
- Franklin D. Israel (1945–1996), Architekt

## J
- Sam Jaffe (1891–1984), Schauspieler
- Donald G. Jackson (1943–2003), Filmemacher
- Nunnally Johnson (1897–1977), Filmemacher
- Janis Joplin (1943–1970), Sängerin (sterbliche Überreste hier verbrannt, Asche später im Pazifik verstreut)
- Louis Jourdan (1921–2015), Schauspieler
- Brenda Joyce (1917–2009), Schauspielerin

## K
- Louis Kaufman (1905–1994), Violinist
- Beatrice Kay (1907–1986), Schauspielerin
- Nora Kaye Ross (1920–1987), Ballerina, Ehefrau von Herbert Ross
- Brian Keith (1921–1997), Schauspieler. Begraben mit der Tochter Daisy
- Cecil Kellaway (1890–1973), Schauspieler
- Gene Kelly (1912–1996), Schauspieler, Tänzer, Sänger (sterbliche Überreste hier verbrannt, Asche später im Meer verstreut)
- Nancy Kelly (1921–1995), Schauspielerin
- Stan Kenton (1911–1979), Jazz-Pianist
- Victor Kilian (1891–1979), Schauspieler
- James Howard „Dutch“ Kindelberger (1895–1962), Flugzeugkonstrukteur
- Louis King (1898–1962), Regisseur
- Don Knotts (1924–2006), Schauspieler, Comedian
- Miliza Korjus (1909–1980), Opernsängerin

## L

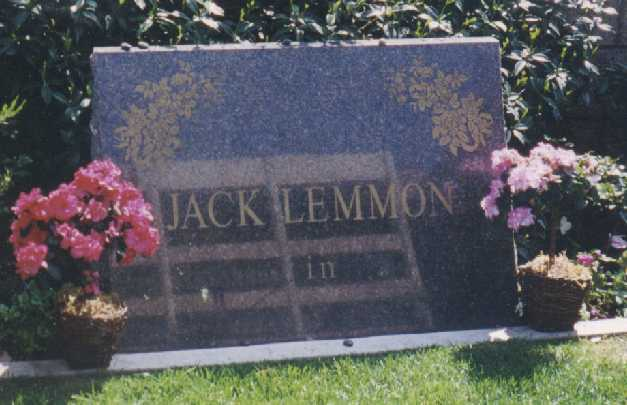
Grab von Jack Lemmon

- Perry Lafferty (1917–2005), Regisseur
- Karen Lamm (1952–2001), Model, Schauspielerin
- Burt Lancaster (1913–1994), Schauspieler
- William Lancaster (1947–1997), Filmproduzent, Drehbuchautor. Schauspieler, Sohn von Burt Lancaster
- Hal Landers (1928–1991), Produzent
- Sidney Lanfield (1898–1972), Regisseur
- Peter Lawford (1923–1984), Schauspieler
- Marc Lawrence (1910–2005), Schauspieler
- Irving Paul Lazar (1907–1993), Agent
- Robert S. Lechy (1937–1998), Produzent, Autor, Minister
- Anna Lee (1913–2004), Schauspielerin
- Peggy Lee (1920–2002), Sängerin
- Ernest Lehman (1915–2005), Drehbuchautor
- Janet Leigh (1927–2004), Schauspielerin
- Jack Lemmon (1925–2001), Schauspieler
- Queenie Leonard (1905–2002), Schauspielerin
- Bruce Lester (1912–2008), Schauspieler
- Oscar Levant (1906–1972), Schauspieler, Pianist
- Richard Levinson (1934–1987), Autor
- Jay Livingston (1915–2001), Komponist
- Louis R. Loeffler (1897–1972), Filmeditor
- Robert Loggia (1930–2015), Schauspieler

## M
- Mahasti (1946–2007), Sängerin

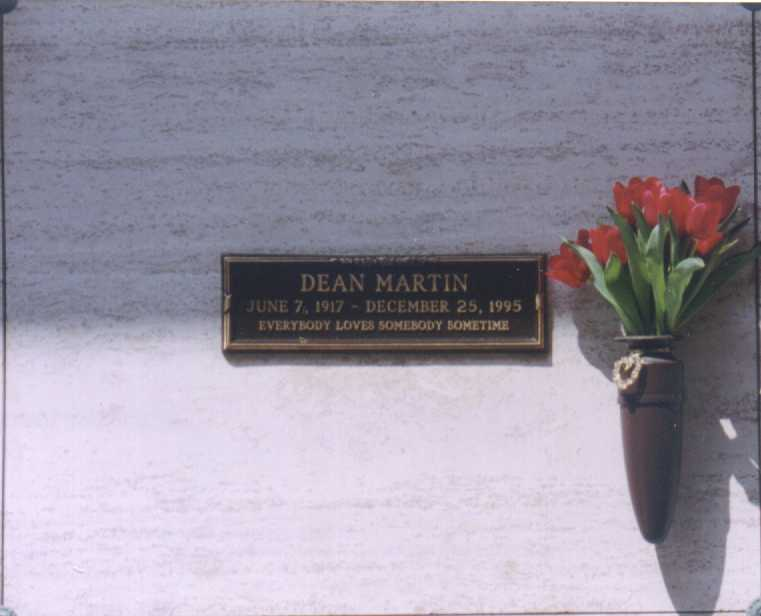
Grab von Dean Martin

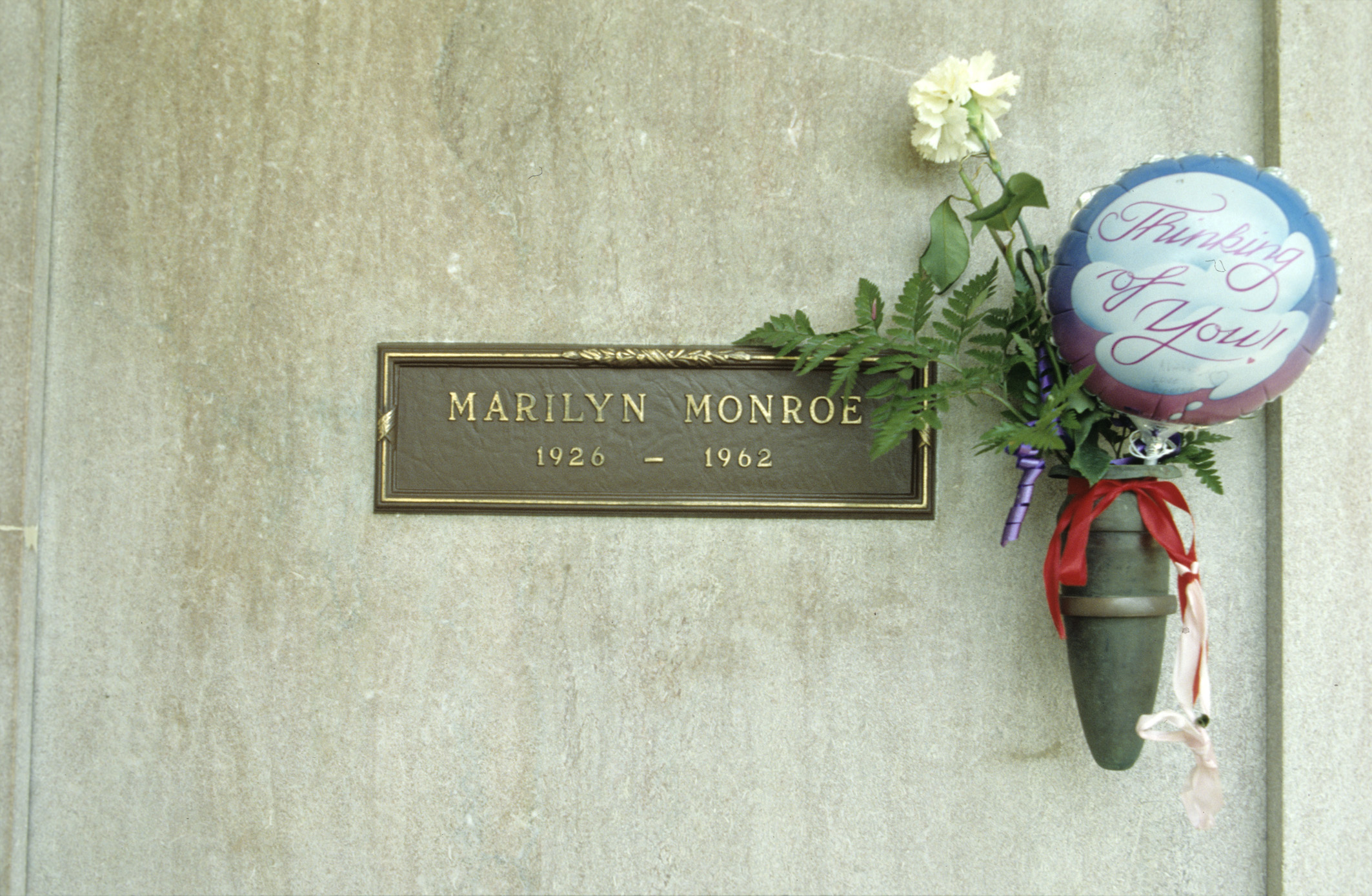
Grab von Marilyn Monroe

- Alexander Mackendrick (1912–1993), Regisseur
- Karl Malden (1912–2009), Schauspieler
- Janet Margolin (1943–1993), Schauspielerin, Ehefrau von Ted Wass
- Dean Martin (1917–1995), Schauspieler, Sänger
- Andrew Marton (1904–1992), Schauspieler
- Samuel Marx (1902–1992), Produzent
- Pamela Mason (1916–1996), Schauspielerin
- Shirley Mason (1900–1979), Schauspielerin
- Osa Massen (1914–2006), Schauspielerin
- Curt Massey (1910–1991), Schauspieler
- Edith Massey (1918–1984), Schauspielerin
- Dorothy Mathews (1912–1977), Schauspielerin
- Carol Matthau (1925–2003), Schauspielerin, Ehefrau von Walter Matthau
- Walter Matthau (1920–2000), Schauspieler
- Ruth McDevitt (1895–1976), Schauspielerin
- Allan Melvin (1923–2008), Schauspieler
- Lewis Milestone (1895–1980), Regisseur
- Marvin E. Miller (1913–1985), Schauspieler
- Marilyn Monroe (1926–1962), Schauspielerin
- Elizabeth Montgomery (1933–1995), Schauspielerin
- Constance Moore (1921–2005), Sängerin, Schauspielerin
- Dolores Moran (1926–1982), Schauspielerin
- Jeff Morris (1934–2004), Schauspieler
- Richard Barzen Murrow (1912–2002), Designer

## N
- Nader Naderpour (1929–2000), Poet
- Robert Nathan (1894–1985), Autor, Ehemann von Anna Lee, (sterbliche Überreste hier verbrannt, Asche später im Meer verstreut)
- Christine Nelson (1920–1988), Schauspielerin
- William Newell (1894–1967), Schauspieler
- Robert Newton (1905–1956), Schauspieler
- James Burl Nielsen (1962–2005), Tänzer
- Lloyd Nolan (1902–1985), Schauspieler

## O

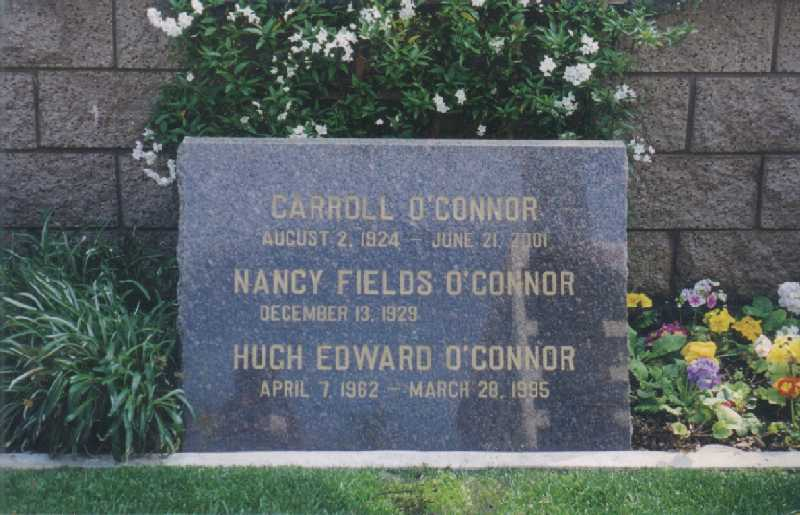
Grab von Carroll O’Connor

- Carroll O’Connor (1924–2001), Schauspieler
- Hugh O’Connor (1962–1995), Schauspieler, Sohn von Carroll O’Connor
- Heather O’Rourke (1975–1988), Schauspielerin
- Roy Orbison (1936–1988), Sänger

## P
- Bettie Page (1923–2008), Model
- Dorothy Patrick (1921–1987), Schauspielerin
- Waite Phillips (1883–1964), Öl-Tycoon
- Gregor Piatigorsky (1903–1976), Cellist
- Wolfgang Petersen (1941–2022), Filmregisseur

## R

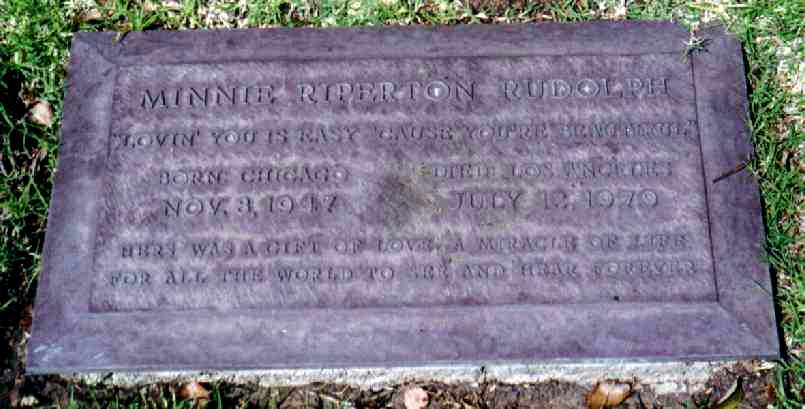
Grab von Minnie Riperton

- Ford Rainey (1908–2005), Schauspieler
- Donna Reed (1921–1986), Schauspielerin
- Jimmie Reese (1901–1994), Baseballspieler
- Stuart Regen (1959–1998), Schauspieler
- Ken Renard (1905–1993), Schauspieler
- Adeline De Walt Reynolds (1862–1961), Schauspielerin
- Renie Riano (1899–1971), Schauspielerin
- Buddy Rich (1917–1987), Schlagzeuger, Bandleader
- Minnie Riperton (1947–1979), Sängerin
- Marjorie Riordan (1921–1984), Schauspielerin
- Ben Roberts (1916–1984), Drehbuchautor und Produzent
- Mark Roberts (1921–2006), Schauspieler
- Eugene Rodney (1898–1985), Produzent
- Hillevi Rombin (1933–1996), Miss Universe 1955
- Jack Roper (1904–1966), Schauspieler
- Ruth Rose (1896–1978), Drehbuchautorin
- Herbert Ross (1927–2001), Regisseur

## S

Grab von Dorothy Stratten

- William Sackheim (1921–2004), Produzent
- Mark Sandrich Jr. (1928–1995), Regisseur, Sohn von Mark Sandrich
- Franklin Schaffner (1920–1989), Filmregisseur
- G. David Schine (1927–1996), Produzent
- Ernest B. Schoedsack (1893–1979), Regisseur
- Portland Mason Schuyler (1948–2004), Schauspielerin, Tochter von Pamela und James Mason
- George C. Scott (1927–1999), Schauspieler
- Vivienne Segal (1897–1992), Sängerin, Schauspielerin
- Anne Seymour (1909–1988), Schauspielerin
- Sidney Sheldon (1917–2007), Autor
- Dorothy Shay (1921–1978), Schauspielerin, Sängerin
- Ed Simmons (1919–1998), Produzent
- Sam Simon (1955–2015), Fernsehproduzent (Die Simpsons)
- Robert Slatzer (1927–2005), Biograf, Regisseur und Schauspieler
- Sara Sothern (1895–1994), Theaterschauspielerin, Mutter von Elizabeth Taylor
- Robert Stack (1919–2003), Schauspieler
- Sage Stallone (1976–2012), Schauspieler
- Ray Stark (1914–2004), Produzent
- Josef von Sternberg (1894–1969), Filmregisseur
- Donald E. Stewart (1930–1999), Drehbuchautor
- Viola Kates Stimpson (1906–2008), Schauspielerin
- Dorothy Stratten (1960–1980), Schauspielerin, Playboy Playmate
- Danny Sugerman (1954–2005), Manager von Ray Manzarek
- Jennifer Syme (1972–2001), Schauspielerin

## T
- Don Taylor (1920–1998), Schauspieler
- Kent Taylor (1906–1987), Schauspieler
- Irene Tedrow (1907–1995), Schauspielerin
- Rosemary Theby (1892–1973), Schauspielerin
- William C. Thomas (1903–1984), Produzent
- Marshall Thompson (1925–1992), Schauspieler
- Ernst Toch (1887–1964), Komponist
- Mel Tormé (1925–1999), Sänger
- Frank Tours (1877–1963), Komponist
- Helen Traubel (1899–1972), Sopranistin
- Les Tremayne (1913–2003), Schauspieler
- Frank Tuttle (1892–1963), Regisseur

## V
- Sigrid Valdis (1935–2007), Schauspielerin, Ehefrau von Bob Crane
- John Vivyan (1916–1983), Schauspieler

## W

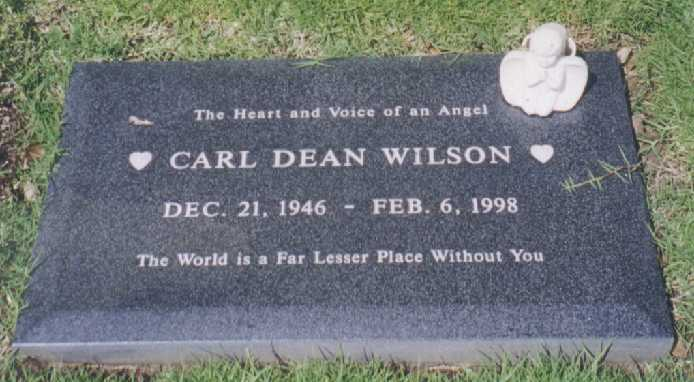
Grab von Carl Wilson

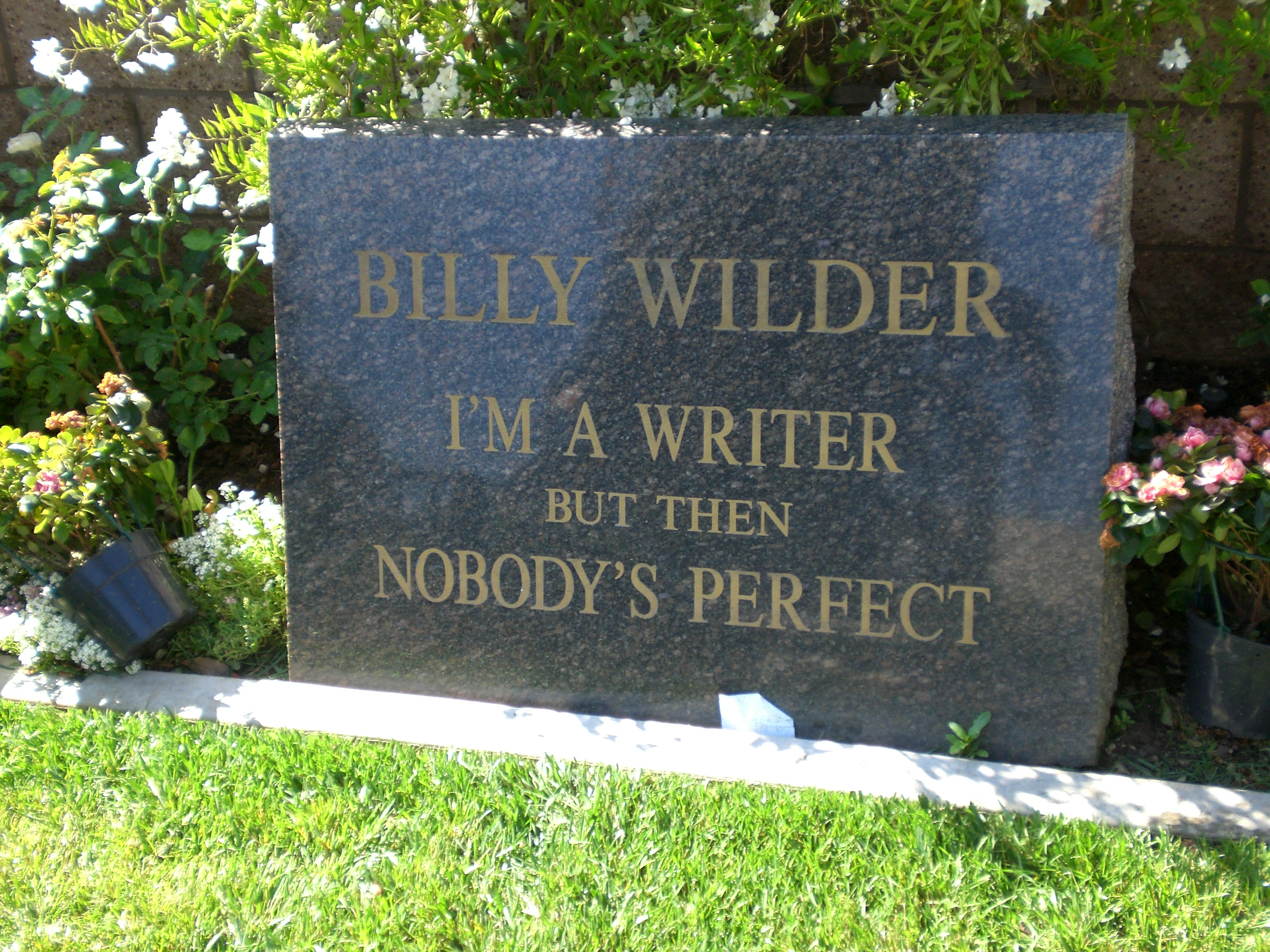
Grab von Billy Wilder

- Charles Wagenheim (1896–1979), Schauspieler
- June Walker (1900–1966), Schauspielerin
- Ray Walston (1914–2001), Schauspieler
- Pat Walshe (1900–1991), Schauspieler
- Harry Warren (1893–1981), Songschreiber
- Joe Weider (1919–2013), Unternehmer, Bodybuilder und Pionier des Kraftsports
- Brooks West (1916–1984), Schauspieler
- Winifred Westover (1899–1978), Schauspielerin
- Chrissie White (1895–1989), Stummfilm-Schauspielerin
- Cornel Wilde (1912–1989), Schauspieler
- Billy Wilder (1906–2002), Regisseur
- Carl Wilson (1946–1998), Gitarrist und Sänger der Beach Boys
- Darbi Winters (1946–1962), Schauspielerin
- Estelle Winwood (1883–1984), Schauspielerin
- Clay Womack (1892–1948), Schauspieler
- Natalie Wood (1938–1981), Schauspielerin

## Y
- Edward Yang (1947–2007), Filmemacher

## Z
- Darryl F. Zanuck (1902–1979), Chef der Filmstudios 20th Century Fox
- Virginia Zanuck (1902–1982), Schauspielerin, Ehefrau von Darryl F. Zanuck
- Frank Zappa (1940–1993), Musiker
- Gail Zappa (1945–2015), Unternehmerin, Ehefrau von Frank Zappa

Koordinaten: 34° 3′ 30″ N, 118° 26′ 28,1″ W